# Almada
Almada ist ein Kreis und eine Stadt in Portugal mit 177.238 Einwohnern (Stand 19. April 2021), sie liegt am Lissabon gegenüberliegenden, südlichen Ufer der Mündung des Tejo. Die bekannte Brücke Ponte 25 de Abril verbindet in Nord-Süd-Richtung die Stadt Lissabon mit der Stadt Almada.

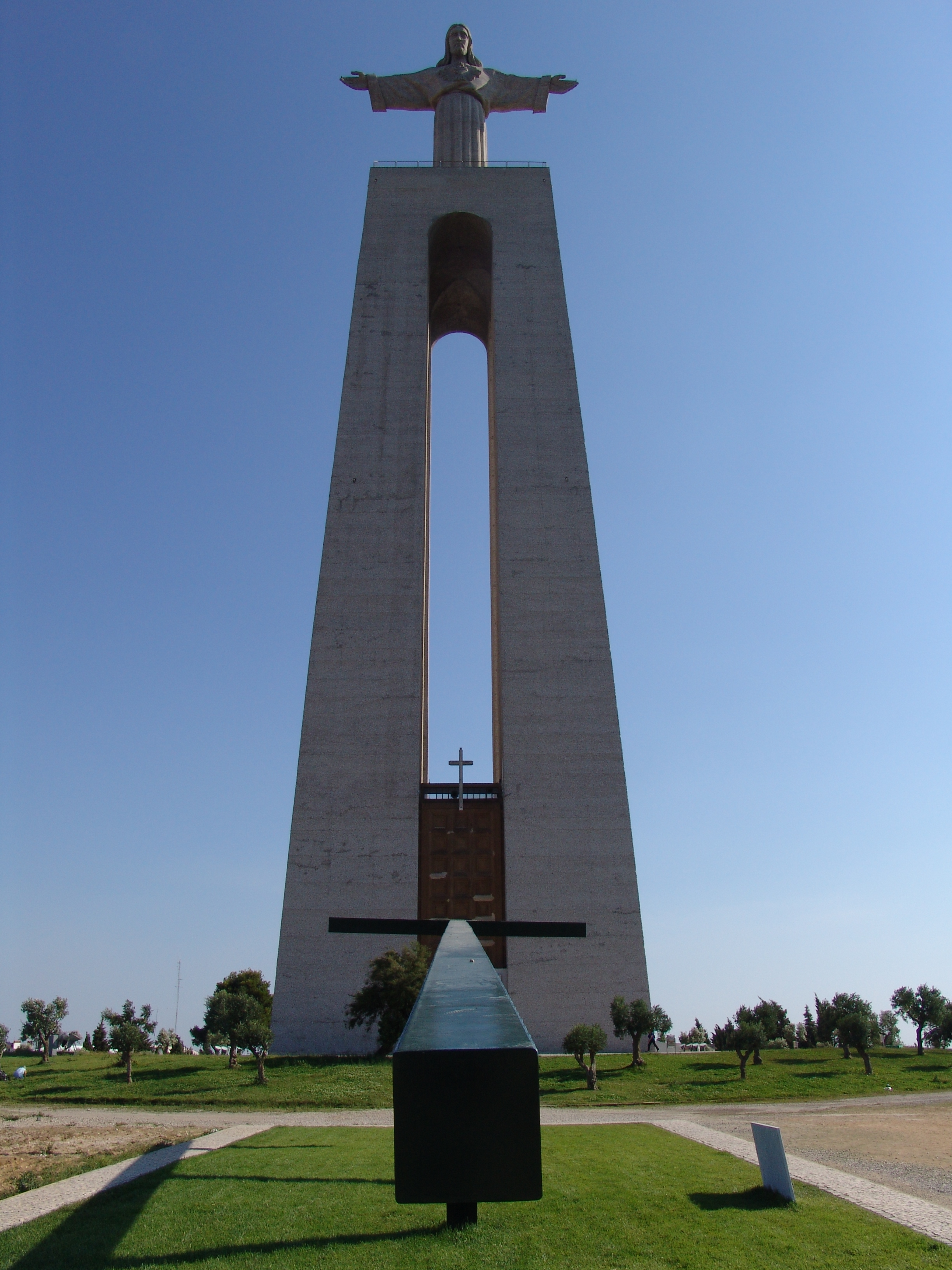
Die Cristo Rei-Statue

Weithin sichtbar bekanntestes Wahrzeichen ist die Christus-Statue Cristo Rei hoch über dem Tejo auf der Gemarkung der Stadt, eine der höchsten Statuen der Welt.

## Geschichte

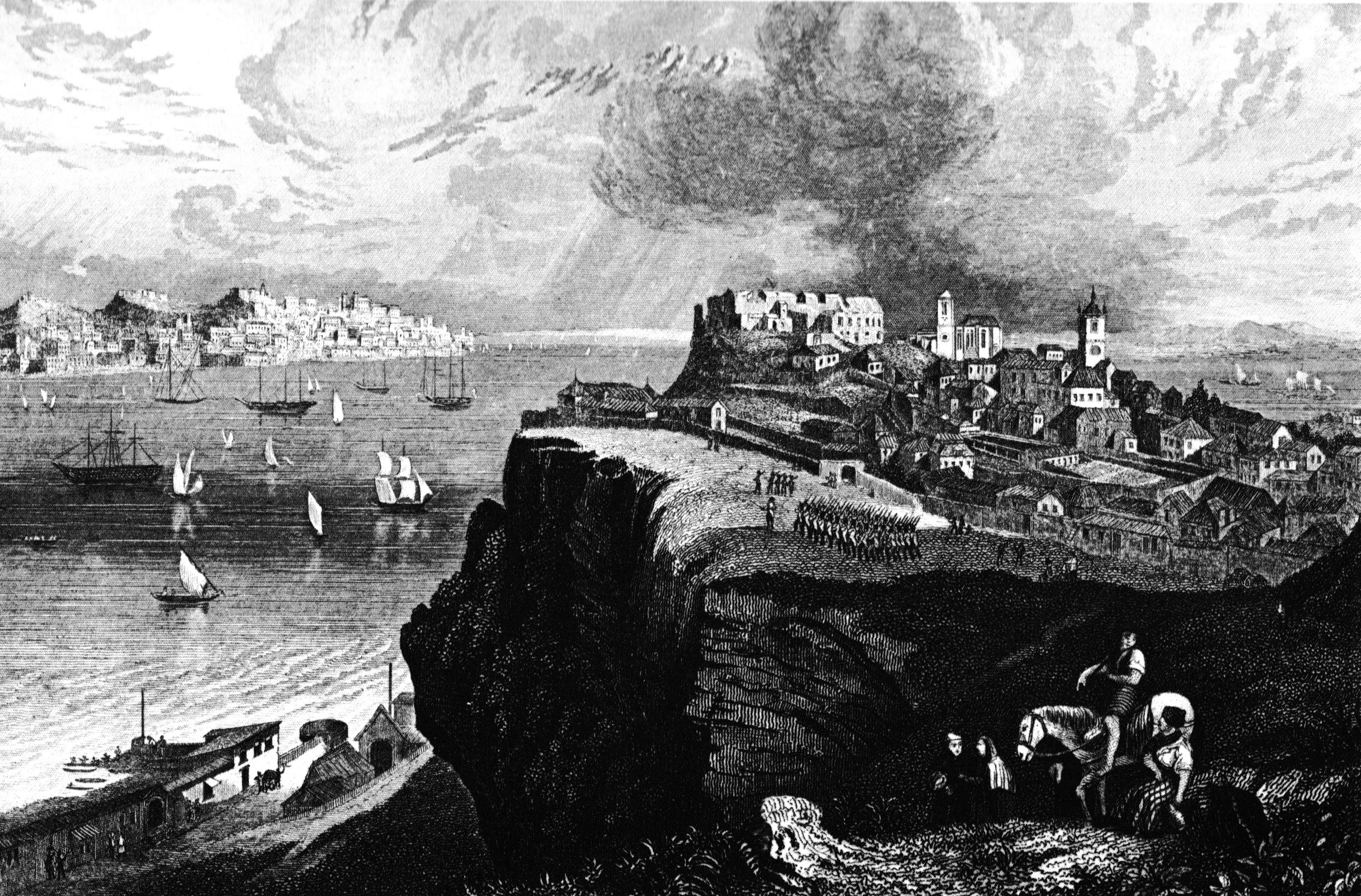
Die Festung von Almada, gegenüber Lissabon (1835)

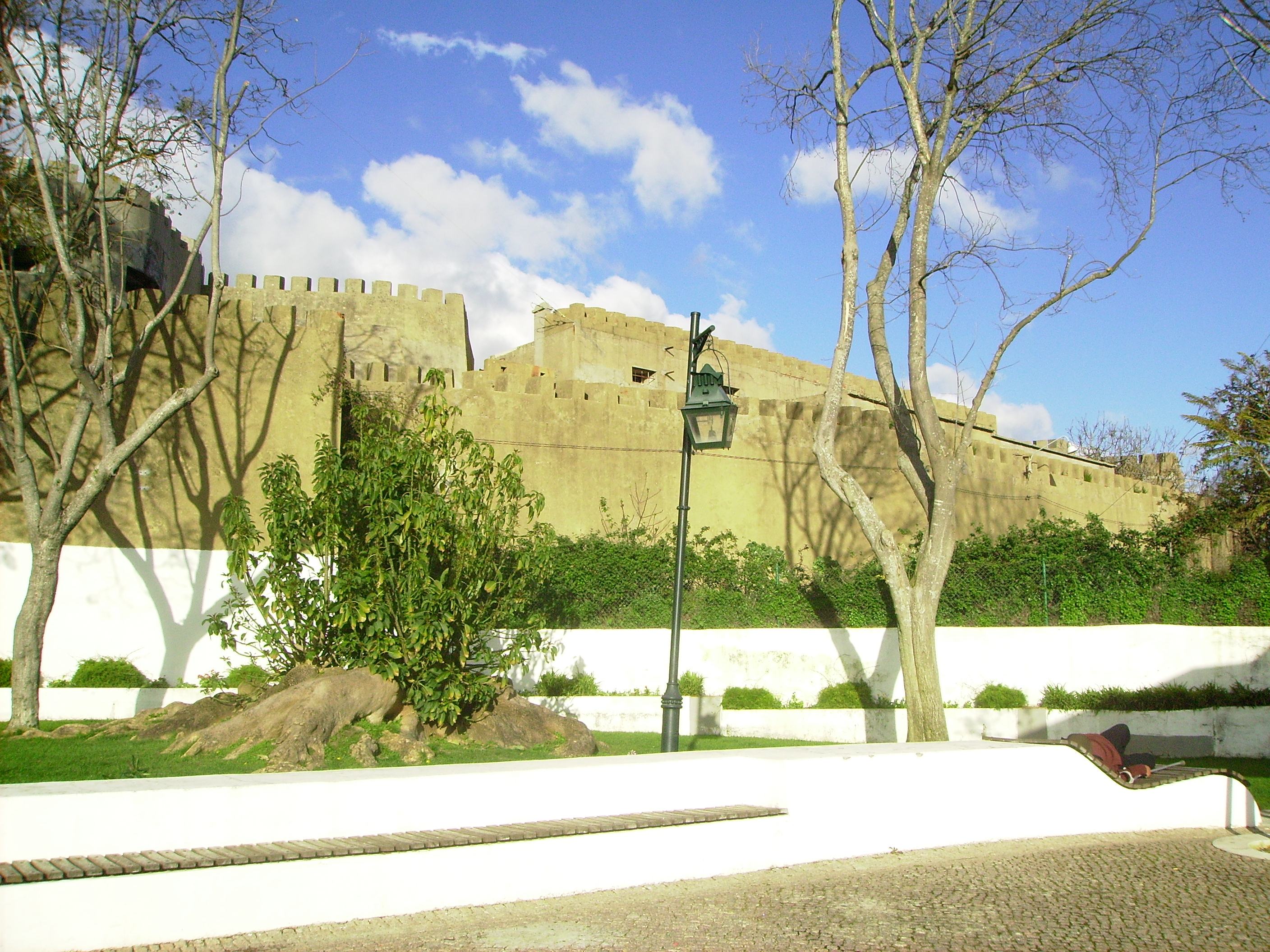
An der Burg (Castelo) von Almada

Der Name stammt vermutlich aus arabischer Zeit, aus dem Arabischen al-maden, dt.: die Mine. In der Mine von Adiça, im Kreis Almada, bauten die Mauren Gold ab. Sie errichteten eine Festung, um die herum eine Siedlung entstand, begünstigt durch die Lage am Tejo und den damit verbundenen Möglichkeiten der Fischerei und der Landwirtschaft. Vor den Arabern siedelten hier bereits Phönizier und später Römer.
Im Zuge der Reconquista eroberte Portugals erster König, D.Afonso Henriques, nach der Belagerung von Lissabon im Jahr 1147 auch Almada. Er gab das Gebiet 1186 an den Santiagoorden. Almada erhielt 1190 erste Stadtrechte durch König D.Sancho I. Nach einem letzten arabischen Angriff zog sich der Santiagoorden aus Almada zurück, und Almada blieb teilweise zerstört und entvölkert zurück. König D.Dinis überantwortete danach das Gebiet mit Urkunde vom 1. Dezember 1297 erneut dem Santiagoorden, der gemäß den Auflagen dieser erneuerten Stadtrechte die Wiederbesiedlung und Neuorganisation des Kreises Almada betrieb. In der Folge erlangte Almada regionale Bedeutung für Verwaltung, Militär, Kirche, Produktion und Handel. Während der Revolution 1383 und dem folgenden Unabhängigkeitskrieg gegen die drohende Übernahme durch Kastilien erlebte Almada 1384 eine spanische Belagerung.
Almada wurde später bevorzugter Wohnort bekannter Persönlichkeiten, darunter die Schriftsteller Fernão Mendes Pinto, der später auch von Almeida Garrett verewigte Frei Luís de Sousa, und kurzzeitig auch Gil Vicente, der 1509 hier sein Werk Auto da Índia schrieb. 1513 erneuerte König D.Manuel I. die Stadtrechte Almadas.
Im Verlauf der Verwaltungsreformen nach der Liberalen Revolution 1822 und dem folgenden Portugiesischen Bürgerkrieg 1828–34, in dem die heutige Kreisgemeinde Cova da Piedade Schauplatz eines Sieges der Liberalen wurde, verkleinerte sich unter Königin D.Maria II. der Kreis Almada und bestand 1878 aus den Gemeinden Santa Maria do Castelo, Santiago und Nossa Senhora do Monte da Caparica. Seit Ende des 19. Jahrhunderts erlebte Almada dann die Entstehung einer steigenden Zahl von Industriebetrieben, die sich an dieser logistisch vorteilhaften Lage ansiedelten. In der Folge stieg die Bevölkerungszahl an.
Wie in Loures wurde auch in Almada bereits am 4. Oktober 1910 die Portugiesische Republik ausgerufen, einen Tag vor der offiziellen Ausrufung. 1920 wurde der Kreis Almada um die Gemeinden Cova da Piedade, Trafaria und später noch Costa da Caparica erweitert. Die weiter zunehmende industrielle Entwicklung, insbesondere in den 1960er Jahren, ließ die Bevölkerungszahl Almadas weiter wachsen. Am 21. Juni 1973 wurde die bisherige Kleinstadt (Vila) zur Stadt (Cidade) erhoben.

## Verwaltung

### Kreis
Almada ist Sitz eines gleichnamigen Kreises (Concelho) im Distrikt Setúbal. Am 19. April 2021 hatte der Kreis 177.238 Einwohner auf einer Fläche von 70,2 km².
Die Nachbarkreise sind im Osten Seixal, im Süden Sesimbra, im Westen hat der Kreis eine lange Atlantikküste und im Norden grenzt er an das Delta des Tejo, an dessen Nordufer die Kreise von Lissabon und Oeiras liegen.
Mit der Gebietsreform im September 2013 wurden mehrere Gemeinden zu neuen Gemeinden zusammengefasst, sodass sich die Zahl der Gemeinden von zuvor elf auf fünf verringerte.
Die folgenden Gemeinden (Freguesias) liegen in diesem Kreis:

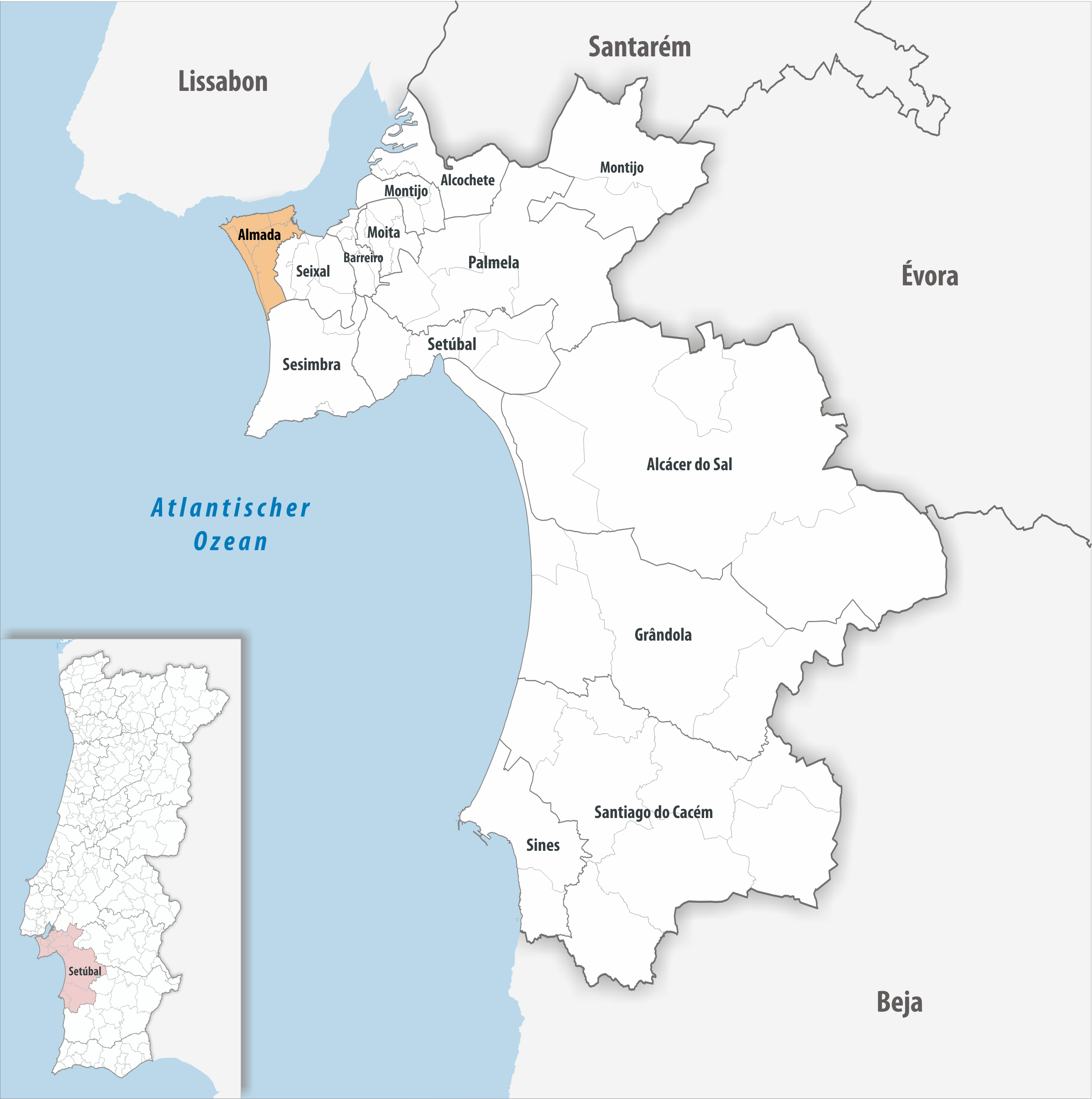
Kreis Almada

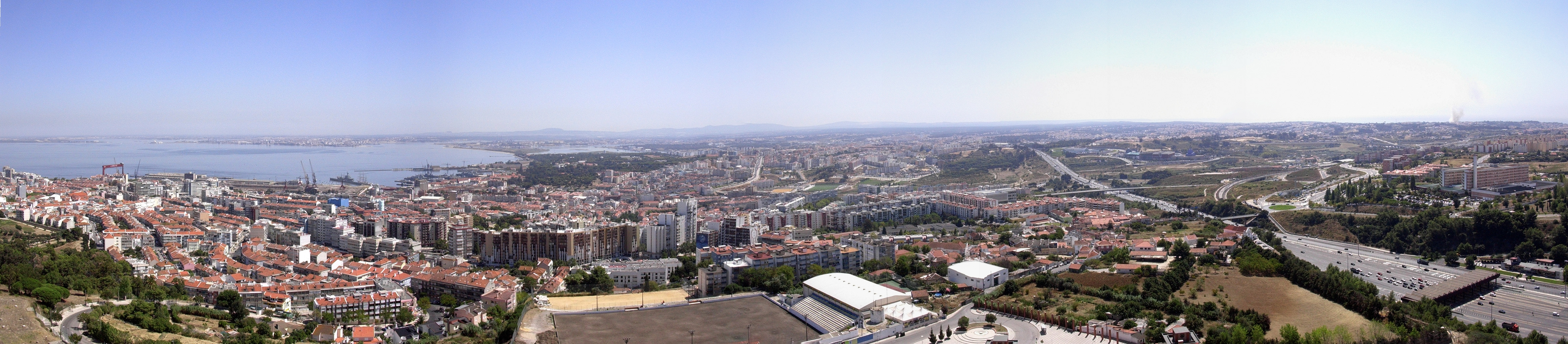
Blick über Almada, vom Cristo Rei

| Gemeinde                                   | Einwohner (2021) | Fläche km² | Dichte Einw./km² | LAU- Code |
| ------------------------------------------ | ---------------- | ---------- | ---------------- | --------- |
| Almada, Cova da Piedade, Pragal e Cacilhas | 48.608           | 6,15       | 7.898            | 150312    |
| Caparica e Trafaria                        | 26.345           | 16,75      | 1.573            | 150313    |
| Charneca de Caparica e Sobreda             | 48.733           | 29,31      | 1.663            | 150314    |
| Costa da Caparica                          | 13.968           | 10,18      | 1.372            | 150303    |
| Laranjeiro e Feijó                         | 39.584           | 7,82       | 5.061            | 150315    |
| Kreis Almada                               | 177.238          | 70,21      | 2.524            | 1503      |

### Bevölkerungsentwicklung
| 1801  | 1849  | 1900   | 1930   | 1960   | 1981    | 1991    | 2001    | 2011    |
| 3.363 | 6.440 | 15.764 | 23.694 | 70.968 | 147.690 | 151.783 | 160.825 | 173.298 |

### Kommunaler Feiertag

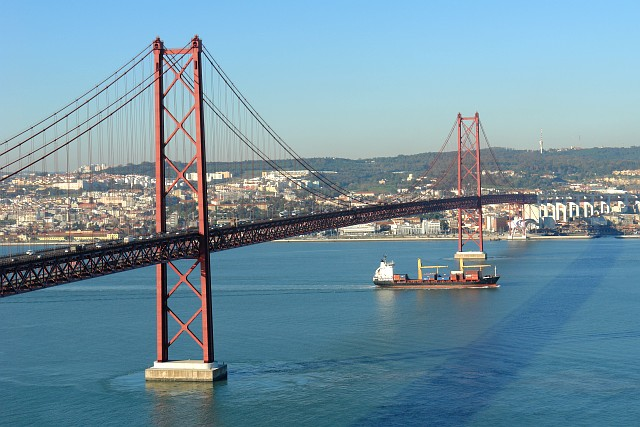
Die Brücke des 25. April

- 24. Juni

### Städtepartnerschaften
- Porto Amboim (seit 1997)
- Sal (seit 1999)
- Regla (seit 1999)[6]

## Verkehr

### Schiene
Almada besitzt mit der Metro Sul do Tejo (MST) ein eigenes Schnellbahnsystem, das unabhängig vom Lissaboner Verkehrssystem ist. Der Anschluss ans portugiesische Eisenbahnnetz stellt für die Stadt der Bahnhof Pragal der Eisenbahnstrecke Linha do Sul dar, welcher mit der Stadt per MST verbunden ist. Auch die doppelstöckigen Regionalbahnen der Fertagus passieren Almada auf ihrem Weg nach Setúbal.

### Straße
Die Autobahn A2 passiert Almada von Süden kommend und geht nördlich in die bekannte Brücke Ponte 25 de Abril über. Die zur Schnellstraße ausgebaute IC20 führt westlich bis zur Küste von Costa da Caparica, während die Nationalstraße N10 von Almada südlich bis zum Naturreservat Serra da Arrábida und weiter bis nach Setúbal führt.
Almada ist in das landesweite Busnetz der Rede Expressos eingebunden.

### Wasser
Die Fährverbindungen der Transtejo nach Lissabon stellen eine bedeutende Säule des regionalen Nahverkehrs dar. Die charakteristischen orangefarbenen Fährschiffe werden umgangssprachlich auch Cacilheiros genannt, nach der bedeutendsten Anlegestelle an der Margem Sul do Tejo genannten Region am Südufer des Tejo, der Gemeinde Cacilhas.

## Söhne und Töchter der Stadt
- Geraldo de São José (1709–1760), Bischof von Malakka
- Joaquim José Macedo e Couto (1810–1879), Militär, 1871–1875 Gouverneur Portugiesisch-Indiens
- José Elias Garcia (1830–1891), Militäringenieur, Politiker und Journalist
- Henrique Pinto (1853–1912), naturalistischer Maler
- Emília Pomar (1857–1944), Schriftstellerin
- Jorge de Paiva (1887–1937), Fechter
- Ercília Costa (1902–1985), Fadosängerin
- Romeu Correia (1917–1996), Schriftsteller und Dramaturg
- Adelino Moura (1930–2006), Handballspieler und Nationaltrainer
- Maria Manuela Portugal Eanes (* 1938), Juristin, Gattin des Präsidenten Ramalho Eanes
- Ângelo Correia (* 1945), Manager und Politiker, 1981–1983 Innenminister
- Francisco Simões (* 1946), Bildhauer und Zeichner aus Caparica
- Maria Graciete Besse (* 1951), Hochschullehrerin und Schriftstellerin in Frankreich
- José Jorge Duarte (* 1963), Schauspieler, Theaterregisseur und Synchronsprecher
- Elvira Fortunato (* 1964), Wissenschaftlerin, Miterfinderin des Papier-Transistors
- Carlos Sousa (* 1966), Rallyefahrer
- António Borges Correia (* 1966), Regisseur
- Ana Nave (* 1967), Schauspielerin
- Luís Figo (* 1972), Fußballspieler
- Carmen Susana Simões (* 1973), Musikerin und Texterin, Sängerin von Ava Inferi
- Alberto Chaíça (* 1973), Leichtathlet
- Rui Unas (* 1974), Schauspieler und Moderator
- Anabela (* 1976), Sängerin
- Cláudia Mergulhão (* 1976), Model
- Sara Tavares (1978–2023), Musikerin
- Margarida Botelho (* 1979), Autorin und Illustratorin von Kinder- und Jugendliteratur
- Micaela (* 1979), Sängerin
- Gustavo Ribeiro (* 1984), Strandfußballspieler, Nationalspieler
- Telma Monteiro (* 1985), Judoka
- Silvestre Varela (* 1985), Fußballspieler
- Arnaldo Abrantes (* 1986), Leichtathlet
- Carlos David e Almeida Nobre (* 1987), Fußballspieler
- Paulo David (* 1989), Futsal-Spieler
- Mónica Mendes (* 1993), Fußballspielerin
- João Teixeira (* 1994), Fußballspieler
- Miguel Oliveira (* 1995), Motorradrennfahrer
- Alexandre Cavalcanti (* 1996), Handballspieler
- Ulisses Garcia (* 1996), Fußballspieler
- Rafael Leão (* 1999), angolanisch-portugiesischer Fußballspieler
- Rúben Vinagre (* 1999), Fußballspieler
- Gonçalo Inácio (* 2001), Fußballspieler
- Inês Pires Tavares (* 2001), Film- und Fernsehschauspielerin
- Paulo Bernardo (* 2002), Fußballspieler

Auch einige bekannte Musikgruppen stammen aus Almada, darunter:
- UHF, 1977 gegründete Punkrock-/Hardrock-Band
- Da Weasel, 1993 gegründete Hip-Hop-Gruppe
- Aenima, 1997 gegründete Darkwave/Alternative-Pop-Gruppe
- Ava Inferi, 2005 gegründete Doom-Metal-Band

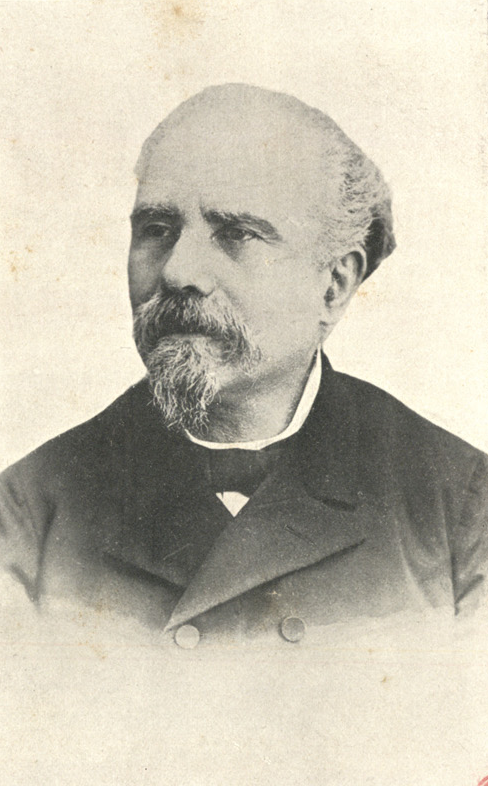
José Elias Garcia
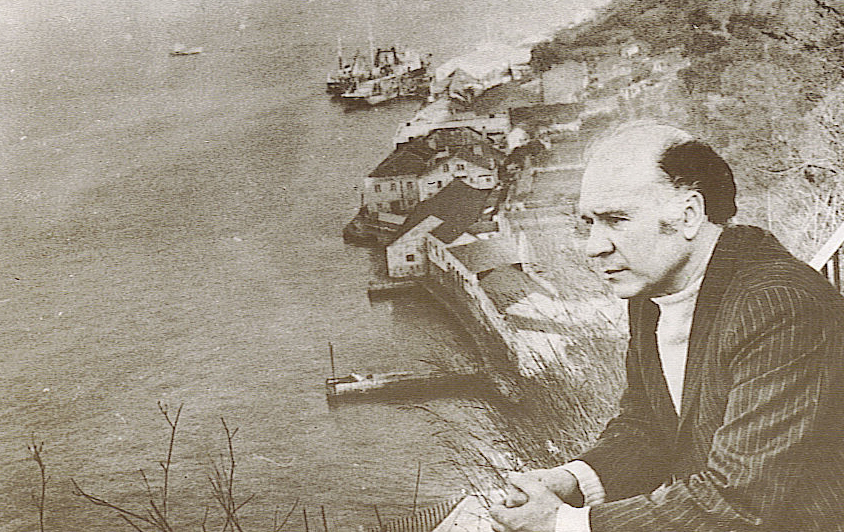
Romeu Correia
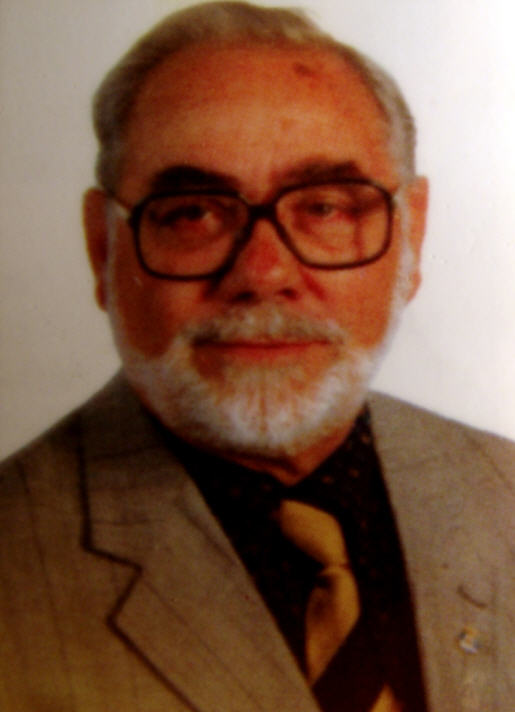
Adelino Moura
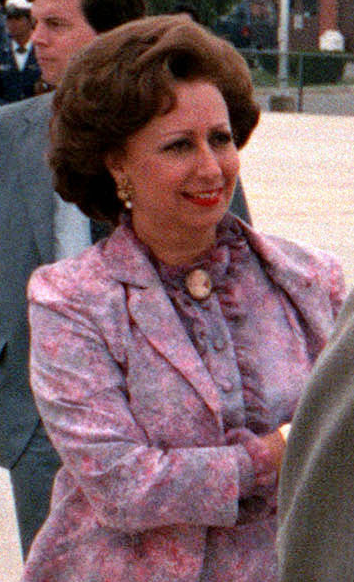
Manuela Ramalho Eanes
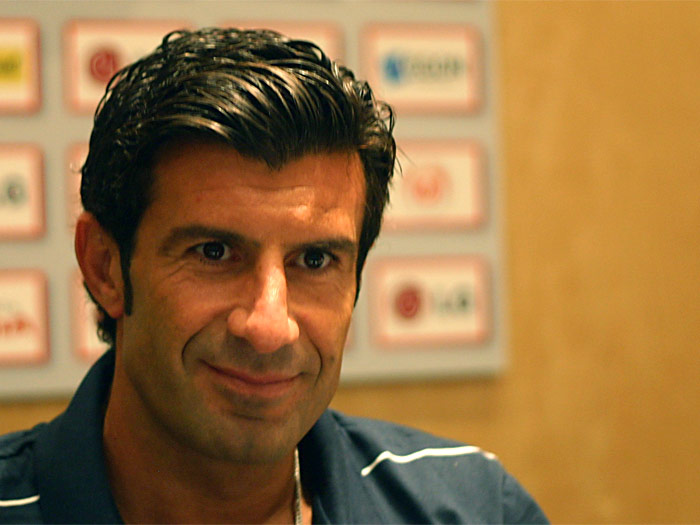
Luís Figo
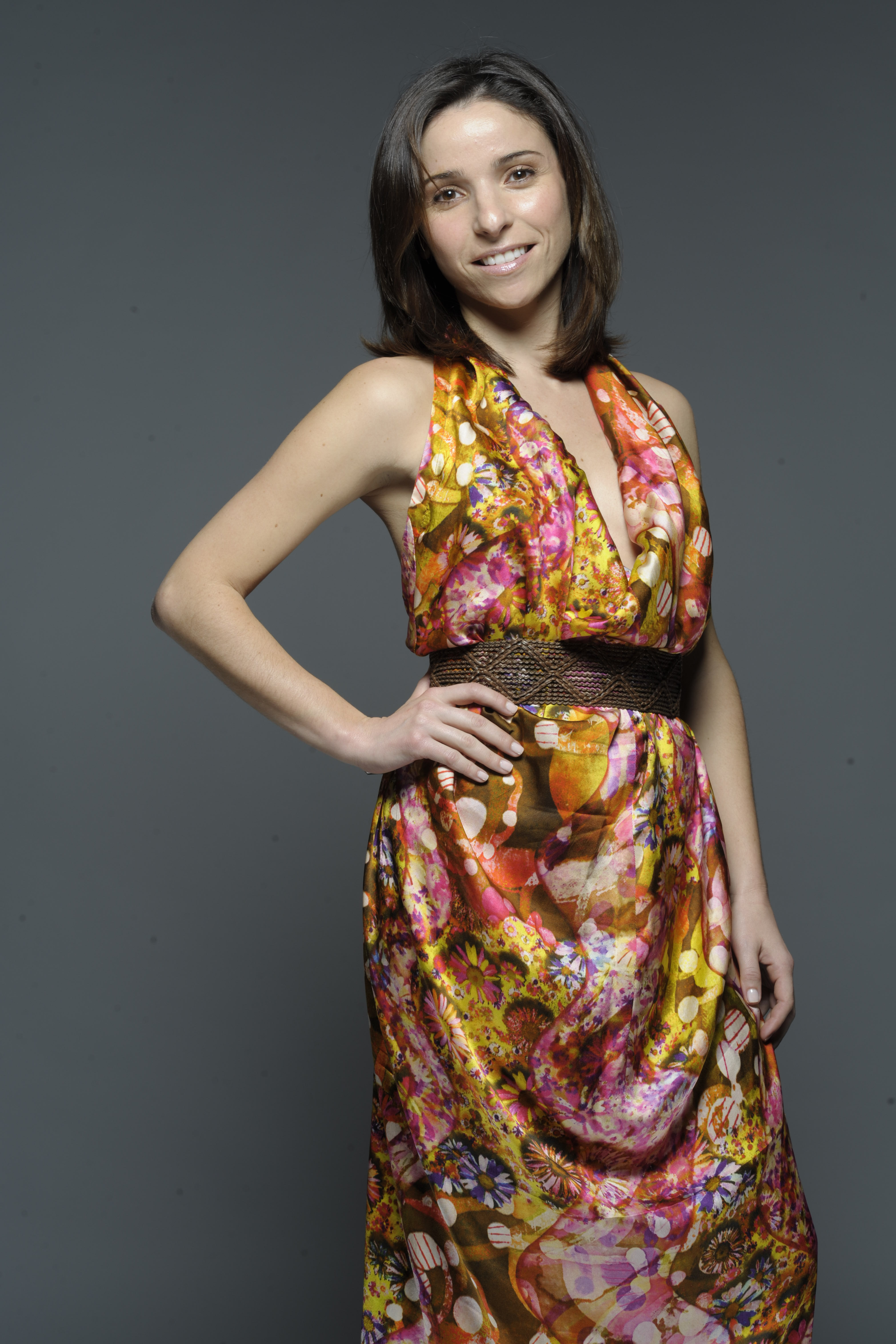
Anabela
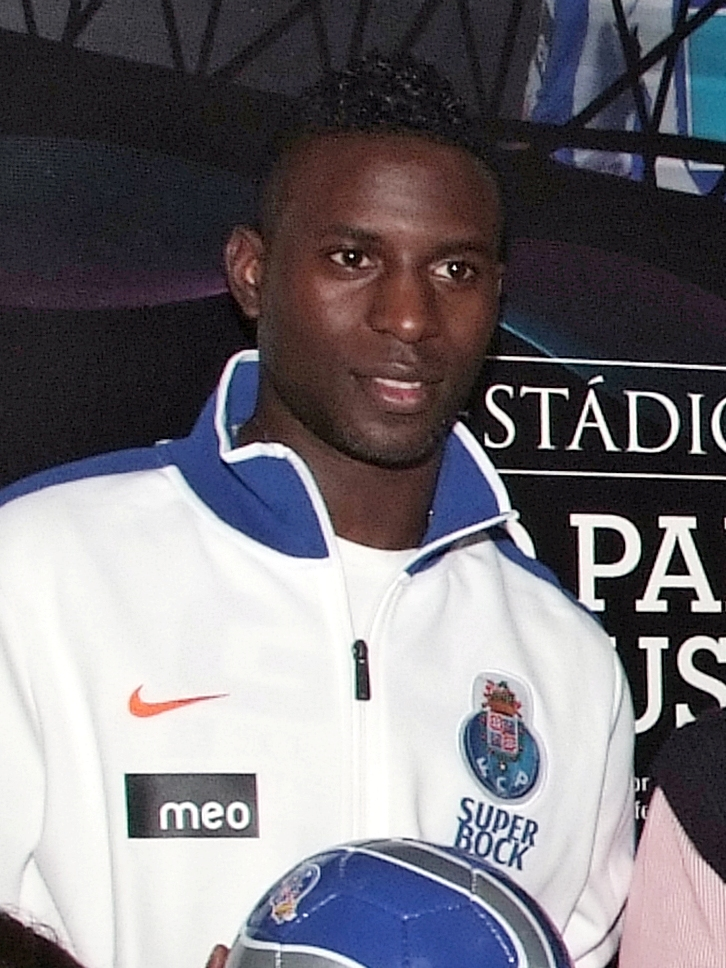
Silvestre Varela
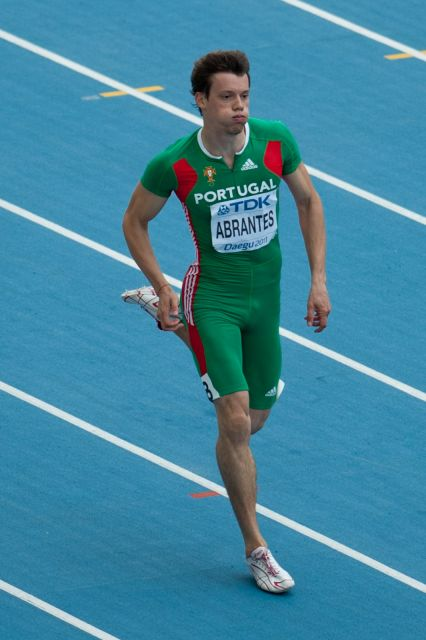
Arnaldo Abrantes